# خوش‌روانی
شادمانی یا یودایمونیا (به یونانی: εὐδαιμονία) در فلسفه به معنی دارا بودن یک روان خرسند، سالم و شاد و غنی است. در فلسفه اخلاق، خوش‌روانی به کردارهای درستی اشاره دارد که رفاه روحی-روانی شخص را در پی دارند.

## ریشه‌شناسی واژه
یودایمونیا که از واژه‌های یونانیِ εὐ به معنی «خوش» و δαίμων به معنی «روان» تشکیل شده‌است. این یک مفهوم مرکزی در اخلاق ارسطو و فلسفه سیاسی است که اغلب به عنوان «فضیلت» یا «تعالی» یا به عنوان «حکمت عملی یا اخلاقی» ترجمه شده‌است. در آثار ارسطو، خوش‌روانی (بر اساس سنت یونانی کهن تر) به عنوان اصطلاحی برای بالاترین مرتبه تعالی برای انسان استفاده می‌شود و بنابراین آن هدف فلسفه عملی، از جمله اخلاق و فلسفه سیاسی است، با در نظر گرفتن (و همچنین تجربه) آنچه در واقعیت است و چگونه می‌توان آن را به دست آورد.

## تعریف
تعاریف، فرهنگ لغات و اصطلاحات فلسفی یونانی وجود دارد که به افلاطون نسبت داده شده‌است. بر این باور توسط پژوهشگران مدرن و پیروان بلا واسطه وی تعریفی که از خوش‌روانی بشرح زیر داده شده‌است: صفات خوب متشکل از تمام خوبی ها؛ توانایی‌ای که برای دارا بودن یک زندگی خوب کفایت می‌کند؛ کمال احترام به فضیلت؛ منابع کافی برای زندگی یک موجود زنده.